# Gynaecoserica singhikensis
Gynaecoserica singhikensis är en skalbaggsart som beskrevs av Ahrens 2004. Gynaecoserica singhikensis ingår i släktet Gynaecoserica och familjen Melolonthidae. Inga underarter finns listade i Catalogue of Life.